# Chambers (Nebraska)
Chambers – wieś w Stanach Zjednoczonych, w stanie Nebraska, w hrabstwie Holt.